# (22967) 1999 VK4
1999 في كي 4 (ويعرف أيضًا باسم (22967) 1999 في كي 4 وفق تسمية الكوكب الصغير) (بالإنجليزية: 1999 VK4)‏؛ هو كويكب ضمن حزام الكويكبات.
اكتُشف هذا الجُرم الفلكي بواسطة ماسح السماء كاتالينا في 1 نوفمبر 1999، وترتيبه 22967 من حيث الاكتشاف.

## الوصف
اكتُشف 229671999VK في 1 نوفمبر 1999 في محطة كاتالينا، الواقع في جبال سانتا كاتالينا، أريزونا في الولايات المتحدة، بواسطة مشروع ماسح السماء كاتالينا (بالإنجليزية: Catalina Sky Survey)‏ CSS. وقد رصد المشروع 1,150 مشاهدة للكويكب إلى غاية 25 أغسطس 2021 بتوقيت منطقة المحيط الهادئ، أي في مدة قدرها 10,695 يومًا (29.3 عام). تستغرق الفترة المدارية للكويكب 1,710 يومًا (4.7 عام).

## الخصائص المدارية
يتميز مدار هذا الكويكب بنصف محور رئيسي يبلغ 2.79 وحدة فلكية، وحضيض قدره 2.13 وحدة فلكية، وانحراف قدره 0.237 وزاوية ميلان 8.43 درجة بالنسبة لمسار الشمس. بسبب هذه الخصائص، أي نصف المحور الرئيسي بين 2 و3.2 وحدة فلكية وحضيض أكبر من 1,666 وحدة فلكية، يُصنف هذا الجُرم الفلكي وفقًا لقاعدة بيانات مختبر الدفع النفاث لأجرام النظام الشمسي الصغيرة كائنًا من حزام الكويكبات الرئيسي.

## الخصائص الفيزيائية
يُقدر القدر المطلق (H) لـ229671999VK بـ14.69 ووضاءته بـ0.042، مما يمكِّن تقدير قطره بـ 7.472كم. استُخلصت هذه النتائج بفضل ملاحظات مستكشف الأشعة تحت الحمراء عريض المجال (WISE)، وهو مرصد فضائي أمريكي وُضع في المدار في عام 2009 ويراقب السماء بأكملها بالأشعة تحت الحمراء، في عام 2011، نُشرت النتائج الأولى المتعلقة بالكويكبات من الحزام الرئيسي.

## وصلات خارجية
- (22967) 1999 VK4 في قاعدة بيانات مختبر الدفع النفاث لأجرام النظام الشمسي الصغيرة

- الاكتشاف · مخطط المدار ·  العناصر المدارية · المعلمات المادية

- (22967) 1999 VK4 على موقع ويكي سكاي: DSS2, SDSS, GALEX, IRAS, Hydrogen α, X-Ray, Astrophoto, Sky Map, Articles and images